# Gymnophthalmus vanzoi
Espèce
Statut de conservation UICN

 DD  : Données insuffisantes
Gymnophthalmus vanzoi est une espèce de sauriens de la famille des Gymnophthalmidae.

## Répartition
Cette espèce est endémique du Roraima au Brésil.

## Étymologie
Cette espèce est nommée en l'honneur de Paulo Emilio Vanzolini.

## Publication originale
- Carvalho, 1999 "1997" : Uma nova expécie de microteiideo do gênero Gymnophthalmus do estado de Roraima, Brasil (Sauria: Gymnophthalmidae). Papéis Avulsos de Zoologia (São Paulo), vol. 40, no 10, p. 161-174.